# 博佐尔格·阿拉维
博佐尔格·阿拉维（波斯語：‎，羅馬化：Bozorg Alavi；1904年2月2日—1997年2月18日），全名赛义德·穆吉塔巴·阿伽博佐尔格·阿拉维（‎），是伊朗著名的左翼文学家、马克思主义者，也是伊朗人民党的创始人之一。他与萨迪克·希达亚特、萨迪克·丘巴克一同被认为是现代伊朗小说之父。

## 生平
博佐尔格·阿拉维1904年2月2日出生于德黑兰，家中子女共六人，他排行老三，其家庭为波斯立宪革命拥护者，其父赛义德·阿布勒哈桑·阿拉维（‎）是政治活动家，曾在柏林出版宣传革命思想的《卡维》杂志，于1927年因商业失败在柏林自杀。其祖父赛义德·穆罕默德·萨拉夫（‎）为富有的银行家及商人，与其子赛义德·阿布勒哈桑·阿拉维一道曾是第一届波斯国会的代表，为立宪革命的参与者。而其兄亦是伊朗第一批共产主义者。博佐尔格·阿拉维名字中的“阿伽博佐尔格”（‎）意为“大先生”、“伟大的先生”得自其曾祖父阿伽·赛义德·穆吉塔巴·伽纳德（Agha Seyyed Mojtaba Ghannad），他是一名糖业商人。
博佐尔格·阿拉维于1922年同其兄穆尔塔扎·阿拉维一同前往德国留学，留学期间，他将一些德语文学作品翻译成了波斯语。1927年，其父因为商业上的大失败而自杀，其后一年他从慕尼黑大学毕业，返回伊朗。返回伊朗后，先后在设拉子和德黑兰担任德语教师。在德黑兰，他结识了萨迪克·希达亚特，并与其共同组建了“四人文学组”。从此他与希达亚特成为了密友。1934年，他与其他几位同志一道出版了宣传马克思主义理论的《世界》杂志。

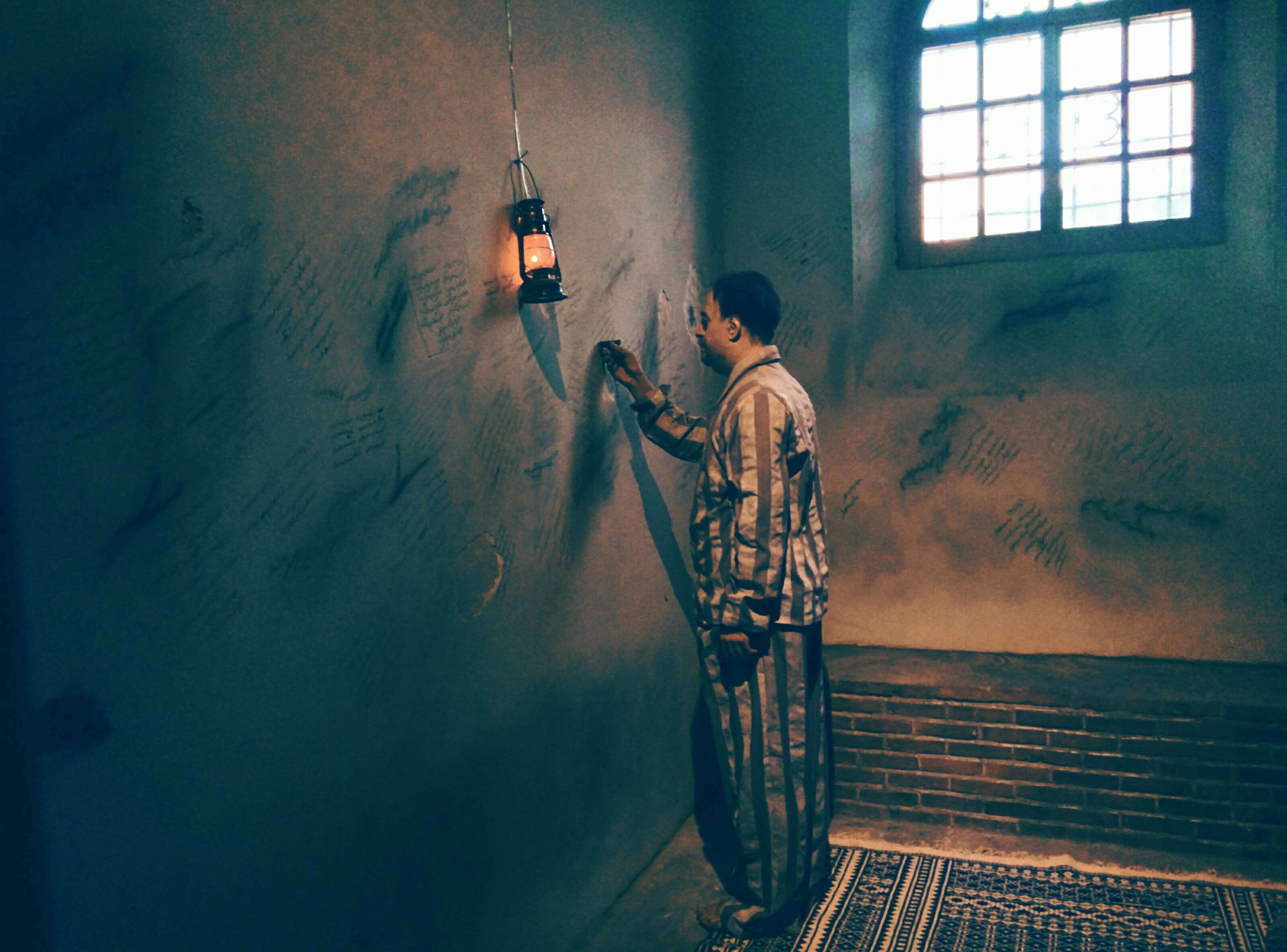
德黑兰的卡斯尔监狱，阿拉维及其他52名同志被关押在此，现今为博物馆

1937年，阿拉维等人因进行共产主义活动而被礼萨汗政府逮捕，同一起入狱的人被称为“五十三人”。他被判七年徒刑，但四年后的1941年因同盟国控制伊朗后的大赦而出狱。后来，他将狱中的经历写成了作品《53个人》（Panjāh-o seh nafar）及《狱中书简》（‎，Varaq-pāreh-hā-ye zendān，一译《狱中札记》）二书。
出狱后，他们与在狱中结识的另外一些共产主义者共同建立了伊朗人民党，阿拉维是党中央委员会成员。同时，他也担任数份杂志的主编。1951年，阿拉维发表了他最著名的小说作品《她的双眸》（Chešmhāyesh，一译《她的眼睛》），描写了一个年轻贵妇与一名革命艺术家马坎（‎）的风流韵事。
1952年他到奥地利旅行，同时前往布拉格参加文学节，期间爆发1953年伊朗政变，首相摩萨台被推翻，作为革命者的阿拉维不得不滞留国外，后定居在东德。旅居德国期间，他任洪堡大学波斯语言文学教授。旅德期间，他用德语写了不少关于伊朗和波斯文学的书，向德国、欧洲介绍伊朗。1979年伊斯兰革命后，巴列维王朝被推翻，阿拉维时隔二十五年重新短暂地回到伊朗，受到了伊朗作协的热情欢迎。其后1980年及1993年他虽然两次短暂返回伊朗，但仍然定居在柏林。在旅居德国期间，他发表了最后两本小说《白蚁》（‎，Muriyānayehhā，1989年）及《叙述》（‎，Ravāyat，1998年）。他于1997年2月18日因心脏病逝世并葬于柏林。

## 著作译本
1955年用德语写作的《战斗中的伊朗》（Kämpfendes Iran）有汉译，译者为镜如、禾日，1957年10月由世界知识出版社出版。该译本将伯佐尔格·阿拉维译成波佐格。